# Catagramma exultans
Catagramma exultans är en fjärilsart som beskrevs av Hans Fruhstorfer. Catagramma exultans ingår i släktet Catagramma och familjen praktfjärilar. Inga underarter finns listade i Catalogue of Life.